# Лёш, Фёдор Александрович
Фёдор Алекса́ндрович Лёш (1840—1903) — врач-терапевт, описавший возбудителя амёбиаза. Брат Александра Александровича Лёша.

## Биография
Родился в Петербурге в 1840 году. С 1858 года студент Медико-хирургической академии, которую окончил в 1863-м. Доктор медицины с 1866 года, доцент с 1871 года, с 1885-го — экстраординарный профессор Киевского университета, с 1890-го — ординарный.
Автор более чем 30 научных работ, посвящённых, в частности, лечению туберкулёза и холеры. Им открыт (1873) и описан (1875) возбудитель амёбной дизентерии, предложены методы диагностики этого заболевания.